# Брагин, Константин Александрович
Константин Александрович Брагин (20.03.1843 — ?) — оперный, позже камерный певец, обладал высоким голосом (тенор). Педагог.

## Биография
Вырос в семье дворян. По настоянию родителей окончил Московский кадетский корпус, после учебы служил штабс-капитаном в лейб-гвардии Московского полка. На службе открыл в себе певческий талант и в период с 1874 по 1877 год обучался пению в Петербургской консерватории. Является одним из успешных учеников Камилло Эверарди.

## Карьера
После окончания учебы в консерватории выступал в камерных концертах в Киеве с 1880 года. На концертах исполнял романсы М. Глинки, А. Даргомыжского, Ц. Кюи и др. Несмотря на немощный и небольшой голосовой диапазон, Константин был очень музыкален. Самой успешной работой была опера «Фауст», которую он исполнил в Киевской опере в 1880 году. Одновременно с концертной деятельностью в период с 1879 по 1887 год преподавал сольное пение в музыкальном училище Киева. В это время с 1880 года преподавал хоровое пение, а с 1884 года начал вести оперный класс. Воспитал таких русских певцов: В. Астафьева, М. Резник, А. Серебреникова, А. Сибиряков, В. Трубин. Совместно с учениками ставил отрывки из опер «Евгения Онегина», «Фауста» и «Русалки» А. Даргомыжского. В этих работах сам исполнял партии Фауста и Князя.